# Repubblica di Bobbio
La Repubblica di Bobbio è stata un'entità statuale provvisoria nata nell'omonima città emiliana in provincia di Piacenza nel contesto della VI Zona Operativa e la XIII Zona Operativa fra il 1944 ed il 1945 durante la seconda guerra mondiale dai partigiani liberatesi dall'occupazione nazi-fascista. La Repubblica si estendeva per 90 km, comprendendo un tratto della statale Piacenza-Genova in Val Trebbia da Rivergaro a Torriglia (che costituiva una zona libera a sé stante), comprendendo le valli circostanti in Val Boreca, in Oltrepò Pavese da Varzi (zona libera a sé dal settembre alla seconda liberazione di Bobbio) fino a Voghera, Val Tidone, Val Luretta, Val Nure, Val d'Aveto, Valle Scrivia, Valbrevenna, Val Borbera, Val Grue, Val Vobbia e Val Curone.
A cavallo tra il 1943 e il 1944 le esigue forze nazifasciste non ebbero la capacità d'impedire ai partigiani di espandere la loro influenza in tutto il comune e nelle valli. Il 7 luglio 1944, dopo che i partigiani avevano disarmato la Milizia contraerea, i nazisti furono costretti ad abbandonare la zona. 
Radio Londra annunciò «Bobbio, la prima città del Nord Italia è liberata».

## Descrizione e Storia

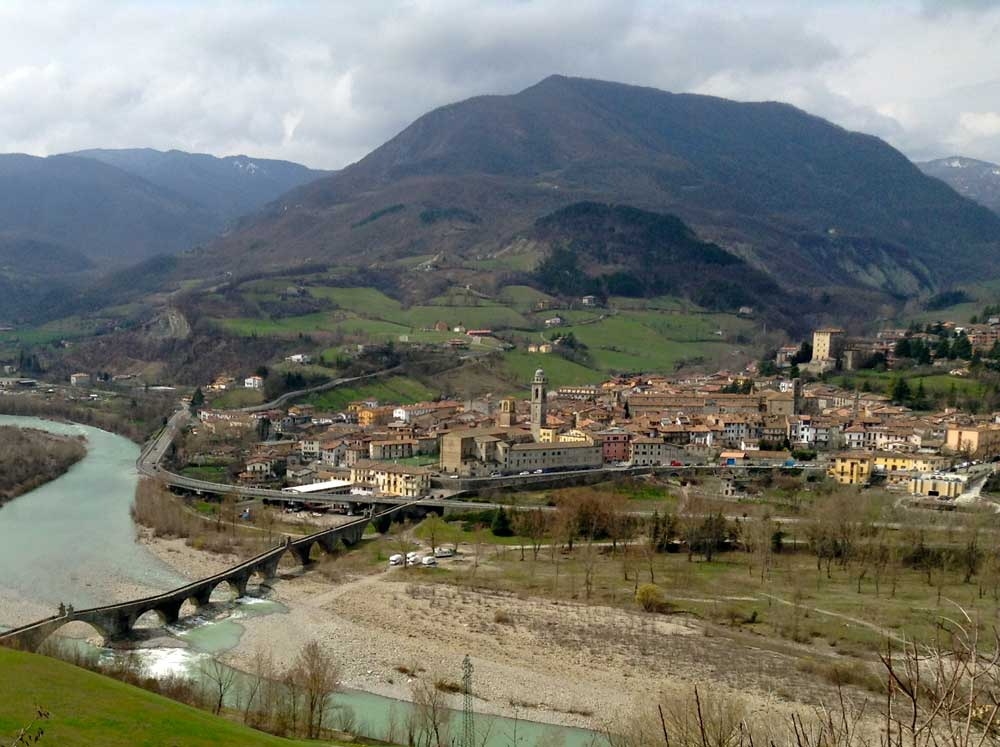
Veduta di Bobbio

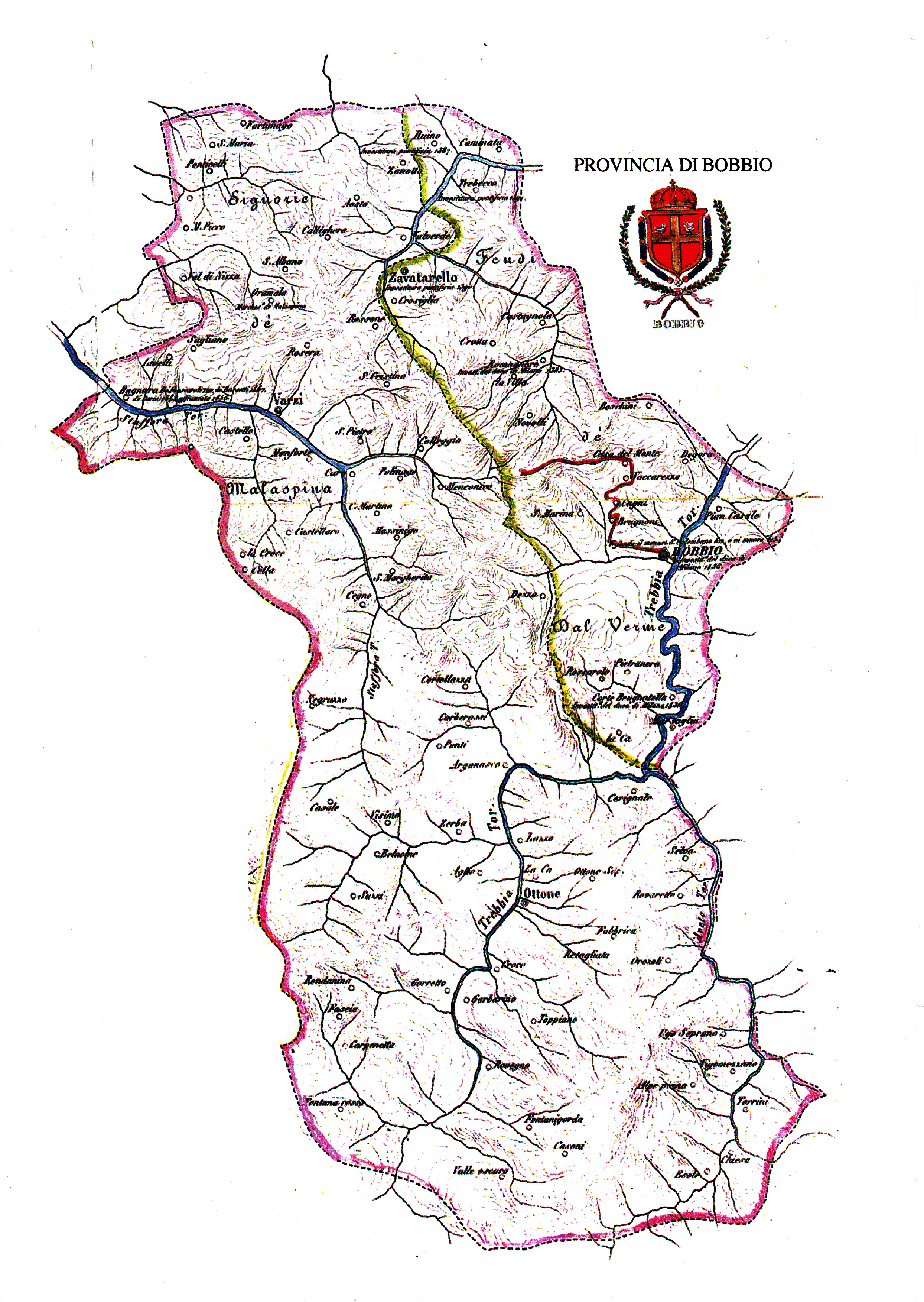
Mappa del Circondario, ex Provincia di Bobbio

Bobbio (6.500 abitanti nel 1944) è un comune dell'Appennino piacentino sul fiume Trebbia, una storica cittadina in un crocevia logistico importantissimo nel cuore del territorio delle Quattro province (Alessandria, Genova, Pavia, Piacenza), un'area di grandissima importanza strategica, posto sulla Strada statale 45 (Piacenza-Genova).
Da Bobbio si dirama una importante vasta rete stradale, la prima quella della strada statale 461 del Passo del Penice che tramite il Passo del Penice raggiunge Varzi, in provincia di Pavia e quindi, attraverso la Valle Staffora, tocca Voghera per poi innestarsi nella via Emilia a circa 60 km da Piacenza; attraverso la Val Tidone e alla strada statale 412 della Val Tidone raggiunge Castel San Giovanni e quindi Milano. Da Marsaglia di Corte Brugnatella lungo la Val d'Aveto si innesta la strada statale 586 della Valle dell'Aveto passante per Rezzoaglio, dove si può imboccare la strada statale 654 della Val di Nure, e prosegue fino a Carasco, dove si innesta sulla strada statale 225 della Fontanabuona fino a Chiavari.
Nella parte genovese del territorio si trova il Monte Antola dal quale si dominano le valli del Trebbia, dello Scrivia, Brevenna, Borbera, Grue, Vobbia e Curone.
La VI Zona Operativa interessata dalle operazioni partigiane in Appennino si estendeva quindi in questa area fra le regioni Liguria, Piemonte, Lombardia ed Emilia-Romagna, in un quadrilatero compreso tra le città di Voghera (PV), Rivergaro (PC), Genova e Sestri Levante (GE). 
Il territorio della città di Bobbio era entrato da pochi decenni nella provincia di Piacenza, infatti fino all'unità d'Italia era capoluogo della Provincia di Bobbio divenuto Circondario bobbiese nella provincia di Pavia fino al 1923 data del passaggio in Emilia sotto Piacenza, con lo smembramento del circondario e la suddivisione dei comuni fra piacentino, pavese e genovese.

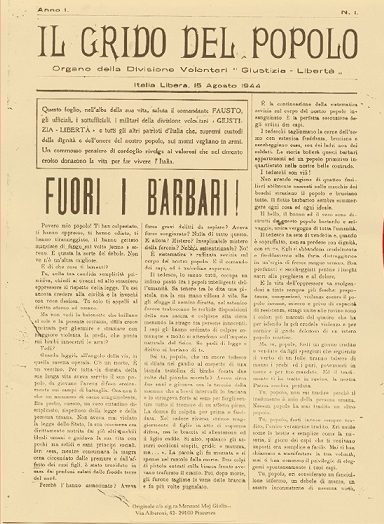
Il Grido del Popolo, edizione del 15 agosto 1944 n.1

### La Repubblica
Alle 7.30 del 7 luglio 1944 gli uomini dei comandanti "Virgilio Guerci" e "Italo Londei" entrano per primi in Bobbio seguiti dalle altre brigate e dagli uomini della Divisione GL di Fausto Cossu.
Bobbio si costituisce quindi in Repubblica, divisa in due zone contigue (versante piacentino e pavese: Zona A; versante piacentino e genovese: Zona B, con centro a Gorreto e Torriglia).
Il 1º agosto la Giunta occupa il Palazzo Comunale ed elegge il Sindaco-Commissario il prof. Antonio Bruno Pasquali e come Vice il dott. Mario Reposi.
La Giunta era composta da 12 amministratori più il Sindaco-Commissario e il Vicecommissario, i più rappresentati erano i socialisti, seguiti a parità da democristiani, liberali ed indipendenti, mentre non superiori all'unità erano comunisti e mazziniani.
I primi provvedimenti presi si indirizzarono anche a Bobbio verso la definizione di un nuovo assetto amministrativo: qui da parte dello stesso comando partigiano, dopo 3 settimane, per amministrare la "Repubblica" vennero scelti abitanti del luogo non compromessi col regime fascista e che, allo stesso tempo, riscuotessero la stima del resto della popolazione.
Ci si occupa poi del problema delle requisizioni e della politica alimentare in generale: si decreta un prezzo d'ammasso del grano superiore a quello della Rsi, un calmiere sul pane di £. 5 al chilogrammo, la distribuzione di frumento o farina alle famiglie più indigenti, i permessi di macellazione e viene creato un listino prezzi per la carne, il latte, ecc. 
La "Repubblica" era logisticamente indipendente dal punto di vista alimentare, sanitario e militare. A Bobbio funzionano anche un efficientissimo ospedale sia per i partigiani che per la popolazione e una officina per la riparazione delle armi. Sono presenti anche due tipografie dove si stampano i fogli partigiani Il Grido del Popolo, della Divisione GL Piacenza di Fausto Cossu, Il Partigiano, della divisione garibaldina “Cichero” del comandante Aldo Gastaldi "Bisagno" (Garibaldini liguri) e di quella dell'Oltrepò pavese (“Il Garibaldino”).

### La Battaglia del Penice e lo scioglimento della Repubblica
Tra il 22 ed il 26 agosto i tedeschi iniziarono una vasta azione offensiva e di rastrellamento, che coinvolge le province di Genova, Alessandria, Pavia, Piacenza e, parzialmente, Parma. Lo scontro con le formazioni partigiane liguri e piacentine, circa 2000 partigiani, è durissimo e si tiene con i circa 5000 operativi tedeschi e repubblichini al comando del generale Curt Jahn dell'Armata Liguria, che impiega la divisione "Monterosa”, composta da italiani addestrati in Germania. Viene anche impiegata la legione "Turkestan" (cosiddetta nazi-mongola), formata da truppe turcomanne addestrate anch'esse in Germania.

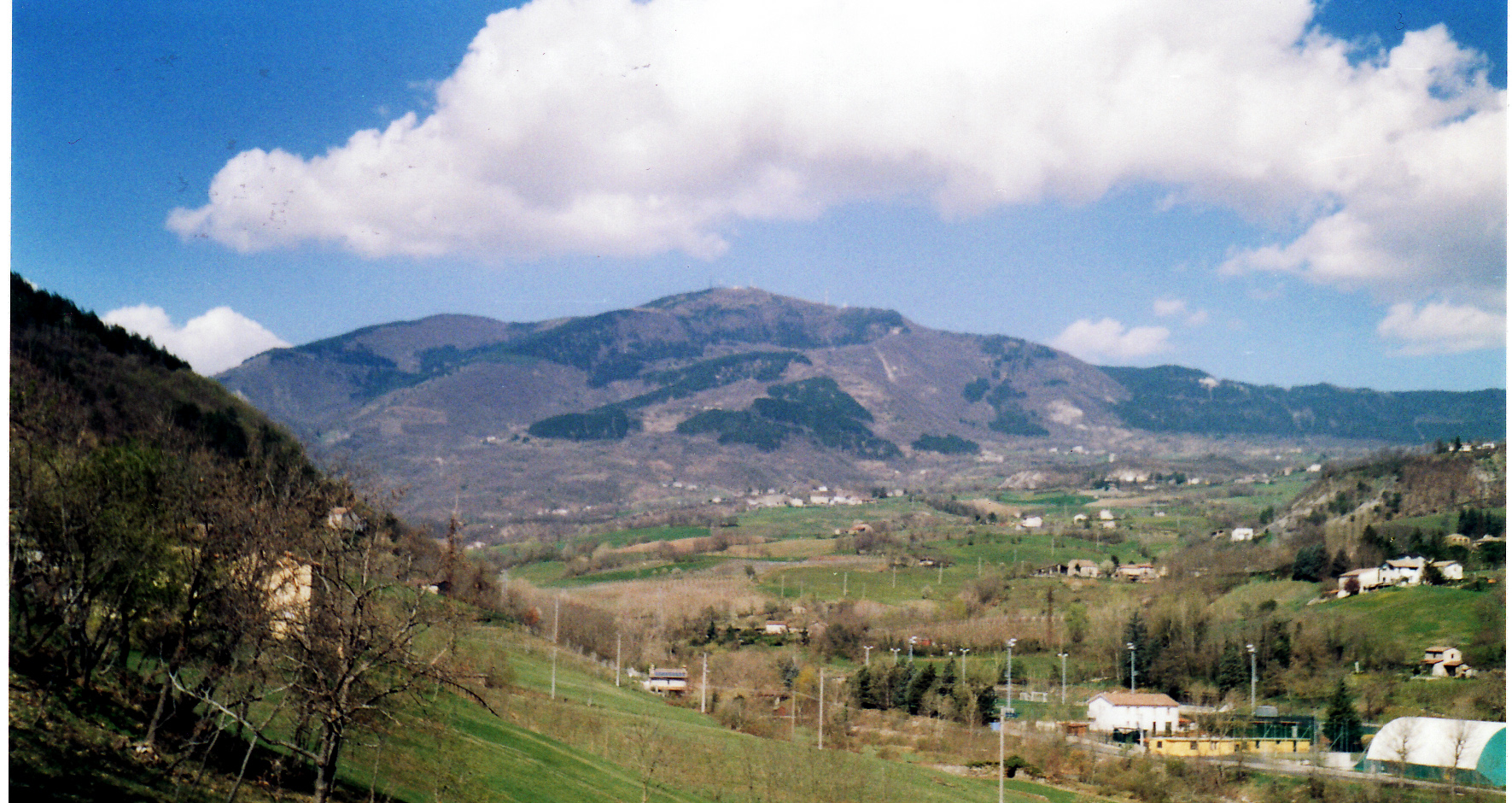
Il Monte Penice visto da Bobbio

L'esperienza tranquilla della Repubblica di Bobbio si concluse, dopo i due giorni di combattimento della Battaglia del Penice iniziata il 27 agosto con lo scontro da parte delle truppe partigiane pavesi e piacentine con il contingente (circa mille uomini) partito da Varzi, con l'intento di raggiungere il Passo del Penice e scendere su Bobbio. Il contingente, con sorpresa delle formazioni partigiane, si dividerà in due colonne: una, la più numerosa, marcia sulla strada del Penice, l'altra sulla strada che porta al Passo del Brallo. Nel pomeriggio del 27 si ebbe lo sfondamento nemico al Brallo e l'inizio dell'accerchiamento a sud verso Bobbio su due direttrici: una colonna puntò su Marsaglia di Corte Brugnatella per poi risalire verso Bobbio lungo la strada statale 45 della val Trebbia, mentre un'altra a sorpresa puntò direttamente su Bobbio passando dal Brallo e Prato del Lago sulla strada per Dezza, e per raggiungere Bobbio non vista e sorprendere le truppe partigiane poste in città, proseguì negli alti boschi di faggio a fil di costa dalla Fontana dei Ramari sulla strada di La Costa verso la valle del Carlone passando per le frazioni di Mogliazze-San Cristoforo-Brignerato-San Martino. L'occupazione del Brallo indusse subito i comandi partigiani già nel pomeriggio del 27 allo scioglimento formale della Repubblica e a predisporre la ritirata con il raggruppamento sui monti delle vallate da parte delle truppe che erano attorno al Penice. La successiva occupazione nazifascista di Bobbio il 29 agosto 1944 si ebbe dopo l'attuazione della richiesta fatta dal vescovo di Bobbio mons. Bertoglio di liberare dalle ultime truppe la cittadina e la zona, proclamando Bobbio città aperta, risparmiando incendi, saccheggi, devastazioni e soprattutto ulteriori lutti. Bobbio subirà alterne vicende, con liberazioni e rioccupazioni, fino alla definitiva liberazione il 4 marzo del 1945, comunque durante tutto il periodo i comandi e le truppe terranno saldamente le posizioni sui monti delle vallate ed il controllo del territorio.
Dopo la riconquista di Bobbio, vengono insediati 10 presidi stabili degli alpini della “Monterosa” nei principali centri che controllano le strade da Voghera a Bobbio ma l'azione dei partigiani porta a numerosissime fughe dei militari della Rsi fra le file partigiane. A Bobbio il comandante Italo Londei costituisce con i disertori la 7ª Brigata della Divisione “Giustizia e libertà”, che già alla fine di settembre può contare su oltre 200 uomini ben addestrati e armati che diventeranno 308 – quasi tutti ex militari della “Monterosa” – in novembre.

### Zona libera di Torriglia
Dal settembre al novembre 1944 si instaurò la "Zona libera" di Torriglia, la cosiddetta Zona B, con centro a Gorreto e Torriglia, qualche volta chiamata impropriamente Repubblica di Torriglia, il territorio era compreso tra la Val Trebbia e l'Alta valle Scrivia, dal Passo della Scoffera a Confiente di Corte Brugnatella (alla confluenza dell'Aveto nel Trebbia), Val Fontanabuona, alta Val Nure, Val d'Aveto, parte confinante dell’alto Tortonese, Val Borbera fino a Pertuso di Cantalupo Ligure, la Val Sisola, l’alta Val Grue e la Val Curone fino a Brignano-Frascata. Vi opera la Divisione Garibaldi "Cichero", comandata da Aldo Gastaldi, "Bisagno" con sede a Rovegno.

### Zona libera di Varzi
Con la battaglia e la caduta del presidio repubblichino della "Monterosa" di Varzi, fra il 19 ed il 24 settembre del 1944, si costituisce la nuova "Zona libera" di Varzi, il cui territorio dell'Oltrepò Pavese, fra la Val Curone, Val Borbera, Val Boreca, la Val Trebbia e l'alta Val Tidone e dalla Valle Staffora si spinge fino a Voghera. In precedenza Varzi e l'Oltrepò erano comprese nella Repubblica di Bobbio, collegate direttamente con la confinante Bobbio che metteva a disposizione un servizio ospedaliero e stampa anche per i partigiani oltrepadani, il tutto fino alla caduta della città bobbiese il 27 agosto del 1944 e l'occupazione nazifascista. Vi operava la Brigata Garibaldi "Capettini", formatasi e distaccatasi dalla Banda "Capannette di Pej" (o del "Brallo"), comandata da Angelo Ansaldi, "Primula Rossa" e operante fra Varzi, Brallo, Colleri, Dezza di Bobbio e il Passo del Penice. Il 22 ottobre 1944, dopo la seconda liberazione di Bobbio, la zona libera di Varzi confluisce direttamente nella rinata Repubblica di Bobbio operante fino al grande rastrellamento invernale tedesco del 27-29 novembre del 1944 che porterà anche all'occupazione nazifascita di Varzi e dell'Oltrepò.

### Cronologia bobbiese

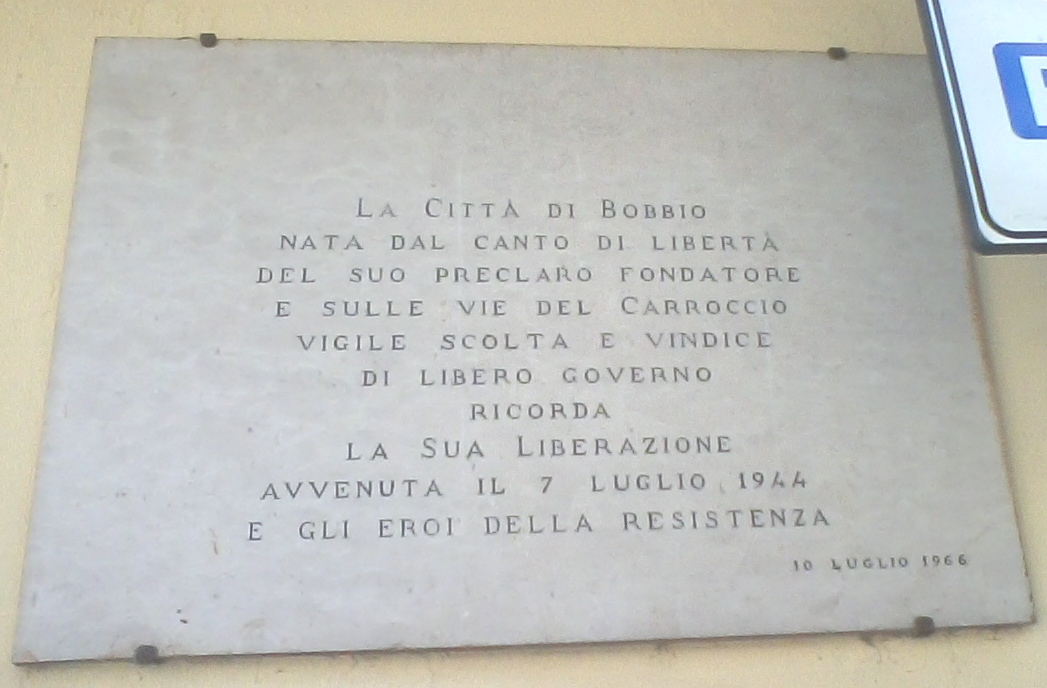
Targa sull'entrata del Palazzo Comunale a ricordo della liberazione e della Repubblica di Bobbio

Panorama di Bobbio anni 40

Panorama del centro storico di Bobbio anni 40

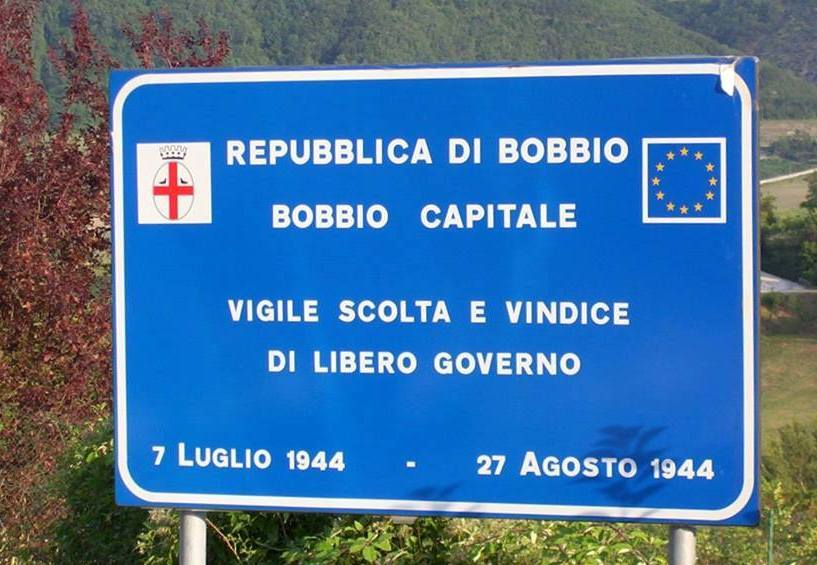

- settembre 1943-giugno 1944: Bobbio è occupata da esigue forze nazifasciste che permettono al movimento partigiano di svilupparsi e attestarsi nelle alte valli adiacenti al Comune.
- gennaio 1944: si forma la Banda La Senese, poi Compagnia Carabinieri Patrioti, comandata dal comandante partigiano Ten. Fausto Cossu dei carabinieri.
- giugno 1944: viene disarmata la Milizia contraerea.
- 7 luglio 1944: si forma la Repubblica di Bobbio, i partigiani costringono i nazifascisti ad abbandonare Bobbio e l'intera Val Trebbia da Torriglia a Rivergaro (90 km) e anche la maggior parte delle vallate contigue; su Bobbio, nel momento della maggiore espansione del Movimento di Liberazione, orbitano 3.500-4.000 partigiani.
- 22 agosto 1944: ha inizio l'offensiva tedesca finalizzata a ripristinare le comunicazioni fra la Liguria e la valle del Po.
- 27 agosto 1944: dopo la Battaglia del Penice si ha lo scioglimento formale della "Repubblica" con le truppe partigiane che via via si rifugiano sui monti continuando a controllare il territorio e le valli.
- 29 agosto 1944: dopo due giorni di combattimenti le ultime truppe partigiane lasciano la città e la valle. Dopo la richiesta del vescovo mons. Bertoglio, Bobbio diventa città aperta. Bobbio viene quindi occupata dai nazifascisti senza scontri e senza rappresaglie.
- settembre-ottobre 1944: il Movimento di Liberazione riprende vigore e ricominciano le azioni di disturbo ai danni degli occupanti.
- 22 ottobre 1944: seconda liberazione di Bobbio, che viene nuovamente liberata da un battaglione formato, in preponderanza, da ex alpini della “Monterosa” passati tra le file partigiane; si ricostituisce così la “zona libera” della Repubblica di Bobbio del luglio-agosto con in più la zona libera di Varzi e dell'Oltrepò.
- 22 novembre 1944: ha inizio il grande rastrellamento invernale da parte dei tedeschi, che si concluderà solo nel gennaio; nuovamente le truppe partigiane torneranno sui monti attendendo la fine dell'inverno per riorganizzarsi, ma sempre osservando e controllando il territorio generano azioni di disturbo ai danni degli occupanti.
- 28 novembre 1944: Bobbio viene rioccupata nuovamente dai tedeschi.
- gennaio 1945: il grosso delle forze nazifasciste lasciano la zona in mano a pochi presidi fascisti.
- 4 marzo 1945: la truppe partigiane attaccano i presidi fascisti e liberano per la terza ed ultima volta Bobbio.

Tra i personaggi legati alla Repubblica si ricorda il comandante partigiano Ten. Fausto Cossu, ufficiale dei carabinieri che nel gennaio del 1944 formò dapprima la Banda La Senese poi Compagnia Carabinieri Patrioti e divenne comandante dell'intera divisione piacentina di Giustizia e Libertà con 11 brigate. Dopo la Battaglia di Monticello del 15-16 aprile e la liberazione di Rivergaro il 20 aprile, avvenne la liberazione di Piacenza il 28 aprile del 1945, proprio da parte di Fausto Cossu alla testa dei suoi uomini, tanto che gli Americani lo decorarono della "Bronze Star". Dopo la Liberazione di Piacenza ne divenne il primo questore.

## Divisione, Brigate e Bande operative nella zona operativa partigiana

### Le prime Bande (1943-1944)
Negli ultimi mesi del 1943 e i primi del 1944 si formarono sui monti a cavallo fra le province di Piacenza e Pavia, nella zona compresa tra Brallo di Pregola, Pecorara, Perino (Coli), Travo, alta Val Tidone e alta Val Luretta, le prime bande partigiane organizzate:
- Banda "Capannette di Pei" (o del "Brallo"), formatasi il 3 dicembre del 1943 in località Capannette di Pej (Zerba) ed operante fra il Brallo e la Val Boreca; a fine maggio del 1944 si trasferì nella zona di Mezzano Scotti di Bobbio e divenne poi il "Distaccamento Bocchè";
- Banda "Piccoli", in località Monte Lazzaro sullo spartiacque fra la Val Trebbia e Val Luretta vicino al Passo della Caldarola, formatasi nel dicembre del 1943 e discioltasi il 6 giugno del 1944, dopo la morte del comandante "Giovanni Molinari";
  - Banda "Remigio", in località Alzanese (Travo), formatasi nel novembre del 1943;
  - Banda "Fausto", sempre in località Alzanese, formatasi il 10 gennaio del 1944 per opera del comandante "Fausto Cossu".
- Banda "la Senese", formatasi a fine gennaio 1944, per fusione delle due bande dell'Alzanese (comandante "Fausto Cossu").

### La Senese da banda, compagnia e brigata
A fine maggio la banda "la Senese", accresciuta notevolmente nel numero di combattenti, si denominò "Compagnia Carabinieri Patrioti".
Il 15 giugno del 1944, dopo lo scioglimento della banda "Piccoli", la "Compagnia Carabinieri Patrioti", ingrossatasi e allargato il suo territorio, si trasformò in "Brigata GL (Giustizia e Libertà)" comandata da "Fausto Cossu", su 7 distaccamenti: 
- "Senese", sede in località La Senese (o Arzanese) di Travo;
- "Groppo", sede in località Monte Groppo di Bobbio;
- "S. Giorgio", sede in località S. Giorgio di Bobbiano (Travo);
- "Scarniago", sede in località Scarniago di Travo;
- "Rocca d'Olgisio", sede a Rocca d'Olgisio di Pianello Val Tidone
- "Barberino", sede sul Monte Barberino fra Bobbio e Coli;
- "Bocchè", sede in località Bocchè di Bobbio.

### Il Raggruppamento della Brigata Giustizia e Libertà di Fausto
Fra la fine giugno ed i primi del luglio del 1944 alcuni distaccamenti si riunirono, si ingrossarono di nuove leve e formarono un primo raggruppamento di brigate. L'inquadramento era pressoché militare con al vertice militari professionisti e comandanti nominati da Fausto Cossu.
- Quartier Generale (comandante Fausto Cossu, "Fausto") e nucleo carabinieri (comandante Giovanni Trebeschi, "Trebeschi")
  - 1ª brigata (comandante Antonio Piacenza, "Antonio")
  - 2ª brigata (comandante Riccardo Ferrari, "Tredici")
  - 3ª brigata (comandante Alberto Araldi, "Paolo")
  - Distaccamento "Bocchè" (comandante Giuseppe Comolli, "Pippo")
  - Distaccamento "Barberino" (comandante Virgilio Guerci, "Virgilio")

Il 1º agosto del 1944 il raggruppamento acquista il rango di divisione ed a fine agosto vi è l'afflusso di due grosse formazioni dall'Oltrepò pavese e di diversi gruppi provenienti da Piacenza e dalle zone di pianura.
Nell'agosto del 1944, in accordo con i Comitati di liberazione regionali di Emilia, Liguria e Piemonte, il territorio della Repubblica di Bobbio viene diviso nuovamente in due zone operative: la "VI Zona Liguria" con capitale Bobbio e la "XIII Zona Piacenza" con capitale Bettola, la divisione sarà operativa nell'ottobre del 1944.

### Divisione Giustizia e Liberta
- Quartier Generale, Intendenza, Compagnia CC: Comandante Fausto Cossu, "Fausto",
- Commissario: Angelo Rocca, "Arcangelo";
- CSM: Leonida Patrignani, "Bandiera";
- Intendente: Alessandro Carbonchi, "Sandro";
- Carabinieri: Giovanni Trebeschi, "Trebeschi".
  - 1ª brigata GL: comandante Antonio Piacenza, "Antonio" (vice comandante della Divisione GL)
  - 2ª brigata GL: comandante Giovanni Cerlesi, "Gianni"
  - 3ª brigata GL: comandante Alberto Araldi, "Paolo"
  - 4ª brigata GL: comandante Virgilio Guerci, "Virgilio"
  - 5ª brigata GL: comandante Tiziano Marchese, "Tundra"
  - 6ª brigata GL: comandante Giovanni Antoninetti, "Giovanni"
  - 7ª brigata GL (in formazione), composta dal Distaccamento "Bocchè" (comandante Giuseppe Comolli, "Pippo") e da un nuovo Distaccamento "Alpini Aosta" (comandante ltalo Londei, "Italo")
  - Battaglione autonomo "Monteventano": comandante Lodovico Muratori, "Muro"
  - Distaccamento autonomo "Punta d’acciaio": comandante Lino Vescovi, "Valoroso"
  - Distaccamento autonomo "Audaci": comandante Angelo Babini, "Piricò"
  - Squadra volante di Monduzzo: comandante Giovanni Lazzetti, "Ballonaio"

- N.B.: con il ferimento del comandante Tiziano Marchese, "Tundra", verso il 19 ottobre del 1944, il comandante Giuseppe Comolli, "Pippo" assume il comando della 5ª brigata GL, portando al seguito parte del distaccamento "Bocchè"; il comandante Italo Londei, "Italo" assume quindi il comando della 7ª brigata GL composta quasi interamente da militari, alpini ed ex alpini, originari da altre province.
Si giunge così al rastrellamento invernale del 1944-1945, iniziato il 22 novembre del 1944. Il 30 novembre del 1944, il comandante "Fausto" scioglie formalmente la divisione "G.L." e le brigate, ridotte a pochi distaccamenti, ritornano autonome, controllando il territorio dai monti delle vallate.

### Raggruppamento Divisioni Piacentine-Pavesi
Nel febbraio-marzo 1945, le brigate si ricostituiscono su nuovi organici, assumendo la denominazione di Raggruppamento Divisioni Piacentine-Pavesi:
- 1ª Divisione GL "Piacenza" (comandante Fausto Cossu, "Fausto") composta da:
  - 1ª brigata: comandante Antonio Piacenza, "Antonio" (vice comandante della divisione)
  - 2ª brigata: comandante Carlo Comaschi, "Guido" (dopo il congelamento di Giovanni Cerlesi, "Gianni")
  - 3ª brigata: comandante Alberto Araldi, "Paolo"
  - 4ª brigata: comandante Virgilio Guerci, "Virgilio"
  - 5ª brigata: comandante Giuseppe Comolli, "Pippo"
  - 7ª brigata: comandante Italo Londei, "Italo"
  - 8ª brigata: comandante Enrico Rancati, "Nico"
  - 10ª brigata: comandante Giovanni Menzani, "Bologna"
  - 11ª brigata (in formazione) comprendente il battaglione autonomo "Fratelli Molinari", comandante Ginetto Bianchi, "Ginetto" (dal "Settore Valnure") e il battaglione autonomo "Muro", comandante Lodovico Muratori, "Muro"
  - un battaglione autonomo (brigata in formazione) "Valoroso", comandante Lino Vescovi, "Valoroso"
- 2ª Divisione GL "Oltrepò pavese" (detta anche divisione "Massenzio Masia") (comandante Giovanni Antoninetti, "Capitan Giovanni"), composta da:
  - 6ª brigata: comandante Luigi Crevani
  - 9ª brigata: comandante Giuseppe Genta
  - 12ª brigata: comandante Gino Rossi

Nel marzo-aprile 1945, la 2ª divisione "Oltrepò pavese" passa definitivamente nell’Oltrepò alle dirette dipendenze del Corpo volontari della libertà (CVL). La divisione rimasta nel Piacentino assume la denominazione e l'ordinamento definitivo di 1ª Divisione "Piacenza".